# أومفرياكي (فثيوتيس)
أومفرياكي (Ομβριακή) هي مدينة في فثيوتيس في مقاطعة كينتريكي إلادا في اليونان.